# Esqui alpino nos Jogos Olímpicos de Inverno de 2014 - Combinado feminino
O combinado feminino nos Jogos Olímpicos de Inverno de 2014 foi disputado no Centro Alpino Rosa Khutor, na Clareira Vermelha, em Sóchi no dia 10 de fevereiro de 2014.

## Medalhistas
| Ouro   | GER Maria Höfl-Riesch |
| Prata  | AUT Nicole Hosp       |
| Bronze | USA Julia Mancuso     |

## Resultados
| Pos.              | Bib | Atleta                            | Downhill | Pos. | Slalom  | Pos. | Total   | Diferença |
| ----------------- | --- | --------------------------------- | -------- | ---- | ------- | ---- | ------- | --------- |
| Medalha de ouro   | 20  | GER Maria Höfl-Riesch             | 1:43.72  | 5    | 50.90   | 3    | 2:34.62 |           |
| Medalha de prata  | 16  | AUT Nicole Hosp                   | 1:43.95  | 8    | 51.07   | 4    | 2:35.02 | +0.40     |
| Medalha de bronze | 22  | USA Julia Mancuso                 | 1:42.68  | 1    | 52.47   | 13   | 2:35.15 | +0.53     |
| 4                 | 17  | SLO Tina Maze                     | 1:43.54  | 3    | 51.71   | 7    | 2:35.25 | +0.63     |
| 5                 | 8   | SUI Dominique Gisin               | 1:44.01  | 10   | 52.11   | 11   | 2:36.12 | +1.50     |
| 6                 | 9   | NOR Ragnhild Mowinckel            | 1:44.28  | 12   | 51.87   | 8    | 2:36.15 | +1.53     |
| 7                 | 18  | AUT Michaela Kirchgasser          | 1:45.72  | 23   | 50.69   | 2    | 2:36.41 | +1.79     |
| 8                 | 11  | AUT Anna Fenninger                | 1:43.67  | 4    | 52.77   | 14   | 2:36.44 | +1.82     |
| 9                 | 23  | CZE Šárka Strachová               | 1:46.51  | 25   | 50.10   | 1    | 2:36.61 | +1.99     |
| 10                | 13  | SLO Maruša Ferk                   | 1:44.87  | 17   | 52.02   | 10   | 2:36.89 | +2.27     |
| 11                | 25  | ITA Federica Brignone             | 1:45.68  | 22   | 51.94   | 9    | 2:37.62 | +3.00     |
| 12                | 12  | SUI Denise Feierabend             | 1:46.03  | 24   | 51.68   | 6    | 2:37.71 | +3.09     |
| 13                | 15  | SWE Sara Hector                   | 1:46.54  | 26   | 51.31   | 5    | 2:37.85 | +3.23     |
| 14                | 4   | RUS Elena Yakovishina             | 1:44.91  | 19   | 53.97   | 16   | 2:38.88 | +4.26     |
| 15                | 35  | AUS Greta Small                   | 1:47.99  | 29   | 52.31   | 12   | 2:40.30 | +5.68     |
| 16                | 36  | HUN Edit Miklós                   | 1:44.32  | 13   | 57.29   | 19   | 2:41.61 | +6.99     |
| 17                | 32  | POL Karolina Chrapek              | 1:47.28  | 28   | 54.52   | 17   | 2:41.80 | +7.18     |
| 18                | 31  | AND Mireia Gutiérrez              | 1:49.04  | 32   | 53.26   | 15   | 2:42.30 | +7.68     |
| 19                | 33  | CZE Klára Křížová                 | 1:44.89  | 18   | 57.51   | 20   | 2:42.40 | +7.78     |
| 20                | 24  | ARG Macarena Simari Birkner       | 1:48.87  | 31   | 55.06   | 18   | 2:43.93 | +9.31     |
| 21                | 34  | HUN Anna Berecz                   | 1:50.28  | 33   | 58.41   | 21   | 2:48.69 | +14.07    |
| 22                | 39  | ROU Ania Monica Caill             | 1:51.91  | 34   | 1:02.04 | 22   | 2:53.95 | +19.33    |
|                   | 2   | ITA Daniela Merighetti            | 1:44.64  | 15   | DNS     |      |         |           |
|                   | 5   | GBR Chemmy Alcott                 | 1:44.83  | 16   | DNS     |      |         |           |
|                   | 29  | ITA Elena Fanchini                | 1:44.45  | 14   | DNS     |      |         |           |
|                   | 1   | ITA Francesca Marsaglia           | 1:43.96  | 9    | DNF     |      |         |           |
|                   | 7   | NOR Lotte Smiseth Sejersted       | 1:43.85  | 6    | DNF     |      |         |           |
|                   | 10  | SUI Lara Gut                      | 1:43.15  | 2    | DNF     |      |         |           |
|                   | 19  | AUT Elisabeth Görgl               | 1:43.89  | 7    | DNF     |      |         |           |
|                   | 21  | CAN Marie-Michèle Gagnon          | 1:45.39  | 21   | DNF     |      |         |           |
|                   | 26  | SVK Jana Gantnerová               | 1:47.24  | 27   | DNF     |      |         |           |
|                   | 27  | USA Leanne Smith                  | 1:45.06  | 20   | DNF     |      |         |           |
|                   | 28  | SLO Ilka Štuhec                   | 1:44.26  | 11   | DNF     |      |         |           |
|                   | 37  | SVK Kristina Saalová              | 1:48.21  | 30   | DNF     |      |         |           |
|                   | 3   | SUI Marianne Kaufmann-Abderhalden | DNF      |      |         |      |         |           |
|                   | 6   | CHI Noelle Barahona               | DNF      |      |         |      |         |           |
|                   | 14  | USA Laurenne Ross                 | DNF      |      |         |      |         |           |
|                   | 30  | USA Stacey Cook                   | DNF      |      |         |      |         |           |
|                   | 38  | MON Alexandra Coletti             | DNF      |      |         |      |         |           |

Legenda
| Recorde mundial      | Recorde mundial (World record)               |                       | Recorde africano                      | Recorde africano (African) |                                           | Q | Classificado por posição (Qualified) |
| Recorde olímpico     | Recorde olímpico (Olympic record)            | Recorde da América    | Recorde da América (Americas)         | q                          | Classificado por melhor tempo (Qualified) |   |                                      |
| Melhor marca do ano  | Melhor marca do ano (World leading)          | Recorde asiático      | Recorde asiático (Asian)              | DNS                        | Não largou (Did not start)                |   |                                      |
| Recorde nacional     | Recorde nacional (National record)           | Recorde europeu       | Recorde europeu (European)            | DNF                        | Não terminou (Did not finish)             |   |                                      |
| Recorde pessoal      | Recorde pessoal do atleta (Personal best)    | Recorde da Oceania    | Recorde da Oceania (Oceania)          | DSQ / DQ                   | Desclassificado (Disqualified)            |   |                                      |
| Recorde da temporada | Recorde da temporada do atleta (Season best) | Recorde sul-americano | Recorde sul-americano (South America) | NM                         | Sem marca (No mark)                       |   |                                      |